# Орје
Орје (фр. Hauriet) насеље је и општина у југозападној Француској у региону Аквитанија, у департману Ланд која припада префектури Дакс.
По подацима из 2011. године у општини је живело 268 становника, а густина насељености је износила 35,4 становника/km². Општина се простире на површини од 7,57 km². Налази се на средњој надморској висини од 94 метара (максималној 106 m, а минималној 24 m).

## Демографија
| 1962. | 1968. | 1975. | 1982. | 1990. | 1999. | 2011. |
| ----- | ----- | ----- | ----- | ----- | ----- | ----- |
| 297   | 317   | 285   | 267   | 240   | 251   | 268   |

График промене броја становника у току последњих година